# Kaskukielasvärri
Kaskukielasvärri är en kulle i Finland.   Den ligger i den ekonomiska regionen Norra Lappland och landskapet Lappland, i den norra delen av landet, 1 000 km norr om huvudstaden Helsingfors. Toppen på Kaskukielasvärri är 336 meter över havet.
Terrängen runt Kaskukielasvärri är platt åt nordväst, men åt sydost är den kuperad. Terrängen runt Kaskukielasvärri sluttar österut.  Trakten runt Kaskukielasvärri är nära nog obefolkad, med mindre än två invånare per kvadratkilometer. Det finns inga samhällen i närheten. Omgivningarna runt Kaskukielasvärri är i huvudsak ett öppet busklandskap.